# Муниципальные выборы во Франции (2014)
Муниципальные выборы во Франции прошли 23 марта (первый тур) и 30 марта (второй тур) 2014 года.

## Контекст
Дефицит бюджета Франции в 2013 году составил 4,3 % ВВП, вместо обещанных 3 %, государственный долг — 93,5 % ВВП, безработица — почти 10 %. При этом экономический рост составил всего 0,3 % ВВП. Рейтинг популярности правительства и президента Франсуа Олланда опустился до рекордно низкого уровня в 20 %. Население страны крайне недовольно повышением налогов, застоем в экономике, безработицей, состоянием окружающей среды, положением в системе школьного образования. Большинство французов убеждены в том, что меры, принимаемые властями для решения этих проблем, недостаточны.

## Голосование
Первый тур прошёл 23 марта, второй — 30 марта. Правом голоса обладают около 45 миллионов человек. Первый тур голосования прошёл при рекордно низкой явке — не более 65 процентов граждан, обладающих правом голоса. По итогам выборов определились 36,5 тысячи мэров и руководителей муниципальных образований Франции, в том числе мэр Парижа.

## Результаты

### Первый тур
23 марта состоялся первый тур муниципальных выборов, по итогам которого кандидаты от Социалистической партии не смогли получить большинство голосов, набрав в среднем 43 % голосов, в то время, как кандидаты от Союза за народное движение — 48 %, а кандидаты от Национального фронта — 7 %. В борьбе за пост мэра Парижа, который с 2001 года занимает социалист Бертран Деланоэ, лидировала кандидат от Союза за народное движение Натали Костюшко-Моризе. Кандидат от соцпартии Анн Идальго отстала примерно на 1,5 % голосов. В 200 городах Национальный фронт прошёл во второй тур голосования: в городе Энен-Бомон — 50,26 % голосов, а Авиньоне и Перпиньяне не набрал большинства голосов, но занял первое место среди всех остальных партий. В 1990-е годы Национальный фронт также одержал победу в ряде городов, но тогда партия продемонстрировала некомпетентность и неспособность управлять городским хозяйством. Марин Ле Пен, возглавляющая партию с 2011 года, заявила, что столь хорошие результаты означают, что её партия «стала мощной независимой силой — политической силой как на национальном, так и на местном уровне».

### Второй тур
30 марта состоялся второй тур муниципальных выборов, по итогам которых кандидаты от Социалистической партии потеряли управление в 155 городах с населением от 9 тысяч жителей, в том числе в десятке городов с населением больше 100 тысяч человек. Премьер-министр Жан-Марк Эро назвал их результат «поражением своего кабинета». Главная правоцентристская оппозиционная партия Союз за народное движение получила контроль над рядом ключевых городов, включая Тулузу, Кимпер, Лимож и Сент-Этьен. Лидер СНД Жан-Франсуа Копе сказал о «голубой волне» поддержки, которая прокатилась по стране. Кандидаты от Национального фронта прошли во второй тур в 200 муниципалитетах и выиграли в Безье, Фрежюсе, Тулузе, Сент-Этьене, Анже, Реймсе, Канне, Туре, Лиможе, Амьене, Аржантее и Сен-Поле (Реюньон), а также в седьмом округе Марселя, второго по величине города страны, в котором проживает около 150 тыс. человек. Лидер Национального фронта Марин Ле Пен заявила, что её партия «добилась наилучших результатов за всю историю своего существования». Кандидаты от соцпартии победили в Авиньоне, Страсбурге и Лилле. В Париже победила Анн Идальго, 13 лет проработавшая первым заместителем мэра Бертрана Деланоэ. По результатам голосования в 20 округах Парижа Социалистическая партия, обеспечила себе большинство в городском совете, который 5 апреля проголосует за нового градоначальника. Анн Идальго сказала:
Я – первая женщина-мэр Парижа! Я знаю, что это серьёзный вызов. Я буду мэром этого города, который никогда не лжет. Он открыт и в своем гневе, и в своих идеалах. Я буду мэром всех парижан, и мужчин и женщин без исключения.
В целом, Социалистическая партия потерпела поражение, набрав 40,6 % голосов, «Союз за народное движение» — 45,9 % избирателей, Национальный фронт — 6,8 %, независимые кандидаты — 6,6 % голосов. Поражение соцпартии журналисты сравнили с разгромом наполеоновской армии русскими войсками в войне 1812 года, употребляя слово «Березина». А Марин Ле Пен, комментируя провал социалистов, сказала:
Думаю, что политика правительства никак не изменится. Потому что в этой стране не Франсуа Олланд решает, а раньше решал не Николя Саркози. Решает Брюссель. Оттуда нам навязывают во что бы то ни стало все эти меры экономии, как навязали их Греции, Испании или Италии. И именно этим сейчас и занят Франсуа Олланд.

## Последствия
31 марта в телеобращении президент Франции Франсуа Олланд отправил в отставку премьер-министра Жан-Марка Эро, вместе с правительством в полном составе. Поводом для отставки стали результаты муниципальных выборов. В тот же день на его место, Олланд назначил министра внутренних дел Мануэля Вальса. По мнению Олланда, Вальс обладает всеми качествами, необходимыми для успешного руководства кабинетом министров. Теперь ему предстоит сформировать правительство, которое сможет добиться трех основных задач: оздоровления экономики, развития производства и социальной справедливости.